# Борисово (Абзеліловський район)
Бори́сово (рос. Борисово, башк. Борисов) — присілок у складі Абзеліловського району Башкортостану, Росія. Входить до складу Гусевської сільської ради.
Населення — 60 особи (2010; 50 в 2002).
Національний склад:
- росіяни — 48%
- башкири — 46%